# Trachypithecus poliocephalus
O langur-de-cabeça-branca (Trachypithecus poliocephalus), também conhecido como lutung-de-cabeça-branca é uma das 17 espécies de Trachypithecus. É nativo do Vietname (T. p. poliocephalus) e da China (T. p. leucocephalus).

## Estado de conservação
Está listado como uma espécie críticamente ameaçada pois houve um declíneo de 80% ao longo dos últimos 36 anos devido principalmente à caça e à perda de habitat.